# Waldbahn Tismana
| Streckenverlauf (Stand 1996) |                         |               |       |
| Streckenlänge: | Stand 1996: 54 km       |               |       |
| Spurweite: | 760 mm (Bosnische Spur) |               |       |
| |                         |               |       |
| \| \| 84 \| Turnu Severin \| k. A. \| \| \| 11 \| Apa Neagra \| 262 m \| \| \| 0 \| Tismana \| 198 m \| \| \| 10 \| Scheitelpunkt \| 270 m \| \| \| 13 \| Boroşteni \| k. A. \| \| \| 15 \| Peştişani \| 242 m \| \| \| 43 \| Târgu Jiu \| 209 m \| |                         |               |       |
| Betriebs-/Güterbahnhof Streckenanfang (Strecke außer Betrieb) | 84                      | Turnu Severin | k. A. |
| Dienststation / Betriebs- oder Güterbahnhof | 11                      | Apa Neagra    | 262 m |
| Dienststation / Betriebs- oder Güterbahnhof | 0                       | Tismana       | 198 m |
| Strecke | 10                      | Scheitelpunkt | 270 m |
| Dienststation / Betriebs- oder Güterbahnhof | 13                      | Boroşteni     | k. A. |
| Strecke | 15                      | Peştişani     | 242 m |
| Betriebs-/Güterbahnhof Streckenende | 43                      | Târgu Jiu     | 209 m |

Die Waldbahn Tismana war eine rumänische Waldbahn. Das verzweigte System erschloss den Bereich Paltinei–Tismana–Apa Neagra–Closani–Turnu Severin. Wie alle Waldbahnen des Landes wurde sie von der staatlichen Gesellschaft Căile Ferate Forestiere (CFF) betrieben und hatte eine Spurweite von 760 Millimetern.

## Geschichte

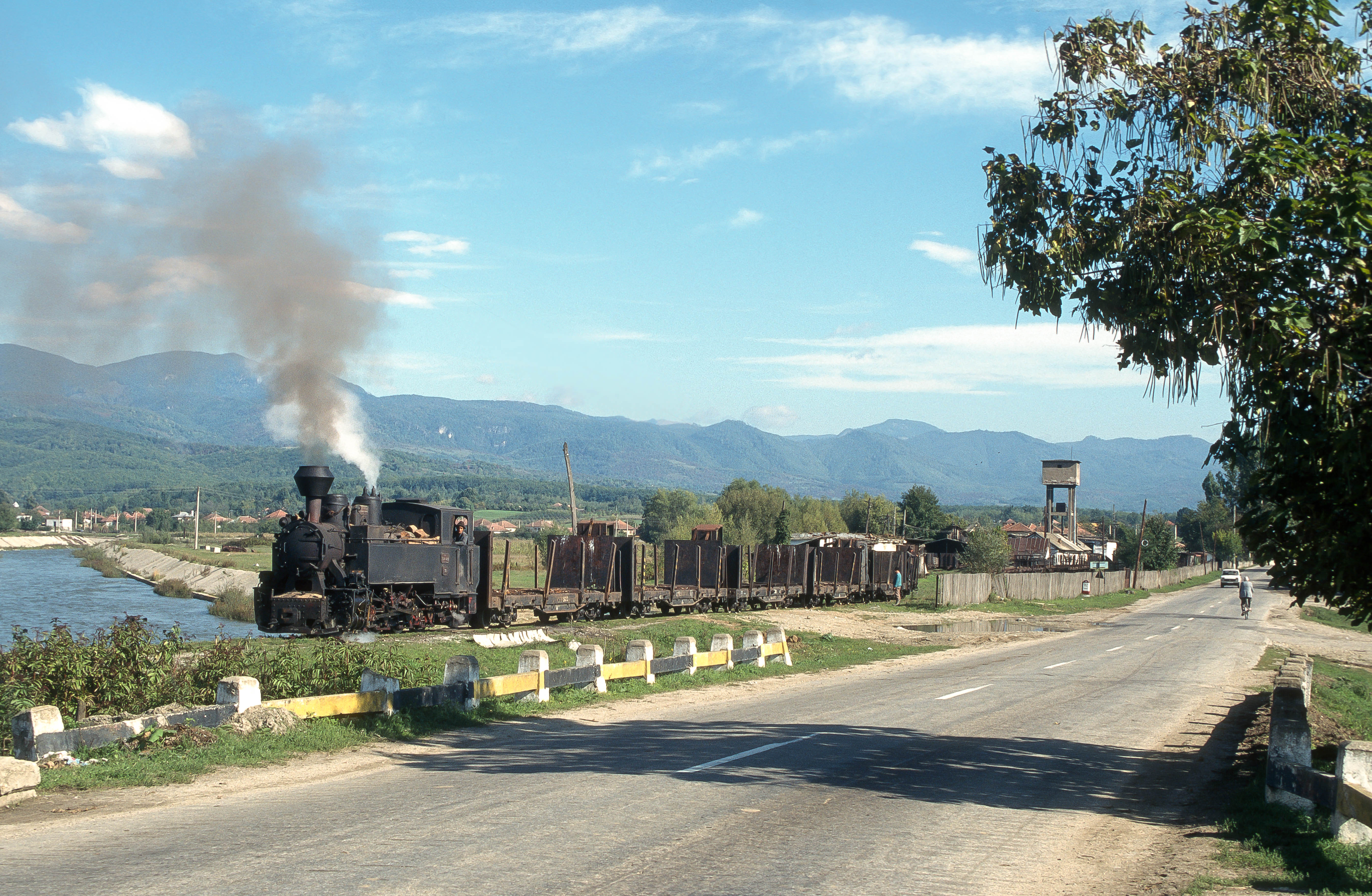
764 409 mit Zug nach Apa Neagra am 25. September 1996 in Tismana. Rechts im Hintergrund befinden sich die Lokbehandlungsanlagen mit dem Wasserturm.

Der erste Abschnitt der Waldbahn Tismana wurde 1938 eröffnet. 1957 ging der 43 Kilometer lange Hauptabschnitt Târgu Jiu–Tismana in Betrieb. Das gesamte Netz umfasste rund 260 Kilometer, auf denen rund zehn Zuggarnituren verkehrten. Für den Betriebszweig in Tismana besaß die CFF bis zu 16 Dampf- und Diesellokomotiven und 126 Güterwagen. Aufgrund des abfallenden Höhenprofils konnte eine Lokomotive zwischen Boroşteni und Târgu Jiu 15 bis 16 beladene Waggons befördern. Die Zugbesatzung bestand aus jeweils sechs Personen. Darunter befanden sich ein Triebfahrzeugführer, ein Heizer und vier Bremser. Der Nebenast von Apa Neagra nach Turnu Severin war 75 Kilometer lang und wurde 1959 stillgelegt. Tismana war auf dem verbleibenden Streckennetz Abfahrts- und Ankunftsstation der Züge nach Apa Neagra und Târgu Jiu. In Tismana, Apa Neagra und Târgu Jiu wurden die Lokomotiven mittels Gleisdreieck gewendet, um alle Züge Kammer voraus zu fahren. Ab 1973 wurde bis März 1997 der Betrieb schrittweise eingestellt. Die Fahrzeuge wurden ins Ausland verkauft. 764 376 gelangte in das Feldbahn-Museum 500 Nürnberg (Deutschland), die 764 412 zum Autohaus Flick in Hagenbach (Deutschland), die 764 480 zur ÖGEG nach Steyr (Österreich), die 764 490 zur JMHD (Tschechien) und die 764 409 zum Oldtimer Museum Rügen (Deutschland). Die 764 434 und 764 435 gelangten zur Rheinregulierungsbahn Tschagguns (Österreich). 1998 wurde die Strecke abgebaut. Von der Waldbahn Tismana sind nur noch wenige Überreste vorhanden.

## Streckenbeschreibung
Die Strecke von Tismana nach Târgu Jiu verlief in West-Ost-Richtung. Der Ortsteil am ehemaligen Bahnhof der Waldbahn heißt Tismana-Gară (deutsch Tismana-Bahnhof). Östlich von Tismana-Gară umfuhr die Trasse das Dorf Vânata südlich und östlich, um dann im weiteren Verlauf durch locker bewaldetes Gebiet und Weideflächen den Holzverladebahnhof Boroşteni zu erreichen. In Boroşteni befanden sich mehrere Ladegleise und zwei Portalkräne. Östlich von Boroşteni wurde mit einer Betonbrücke der Fluss Bistrița überquert. Westlich von Brădiceni passierte die Strecke das einst dem Personenverkehr dienende Stationsgebäude. Südlich von Brădiceni kreuzten die Gleise die Kreisstraße DJ672, zu der die Strecke bis zur Ortschaft Buduhala östlich parallel verlief. Anschließend führte die Bahn in ca. 100 m Abstand parallel zur Nationalstraße DN67 bis Slobozia. Östlich von Slobozia schwenkte die Strecke nach Norden ab, um ca. 200 m südlich der Staumauer des nördlichen Wasserkraftwerkes den Fluss Jiu auf einer 3-Feld-Beton-Brücke zu überqueren. Im Stadtgebiet von Târgu Jiu durchquerte die Bahn ein Plattenbaugebiet und kreuzte mit dem „Bulevardul Ecaterina Teodoroiu“ eine Trolleybuslinie. Die Strecke endete im Regelspurbahnhof Ramificația.

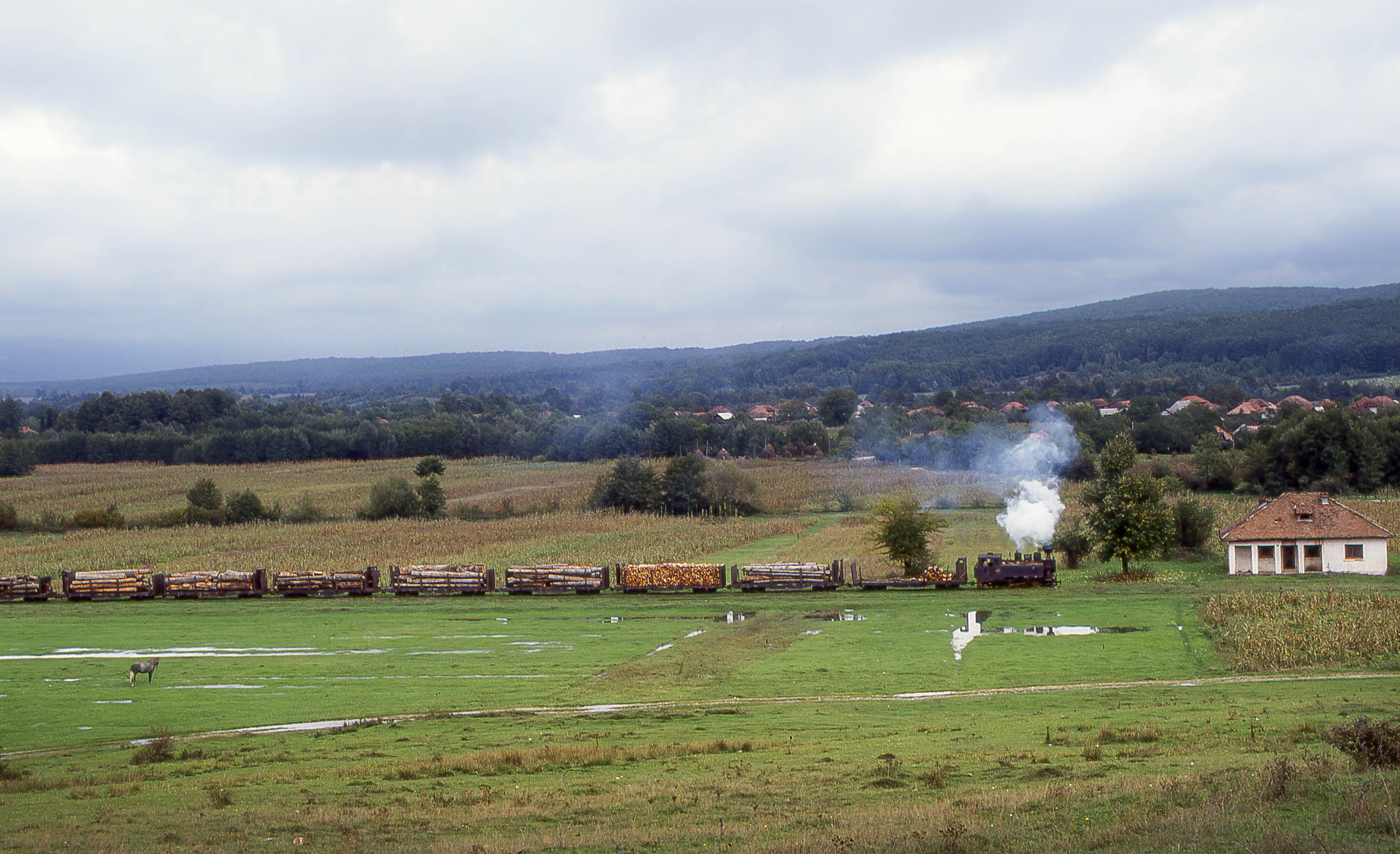
Ehemaliger Bahnhof Brădiceni (1996)
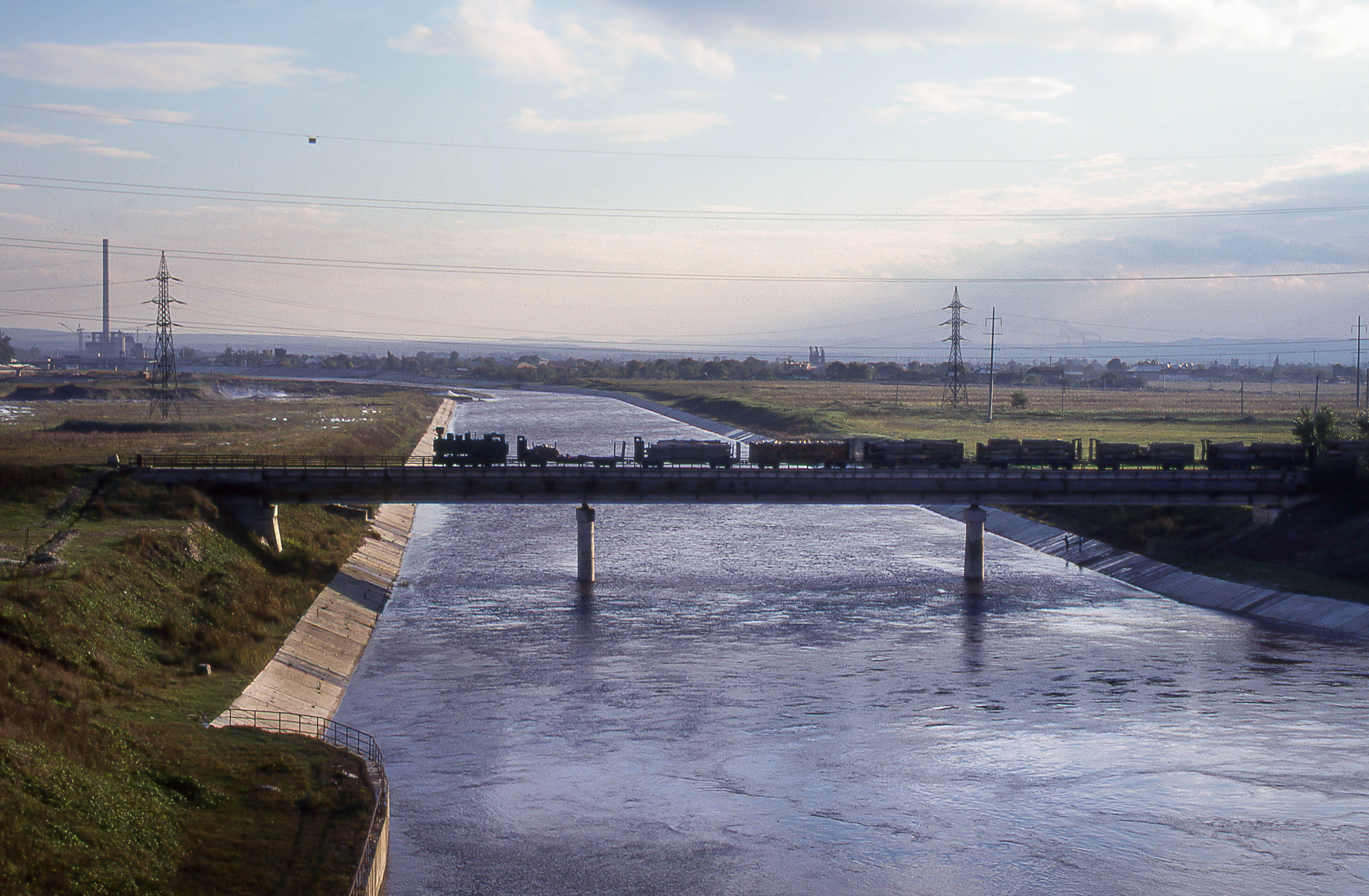
Brücke über den Fluss Jiu (1996)
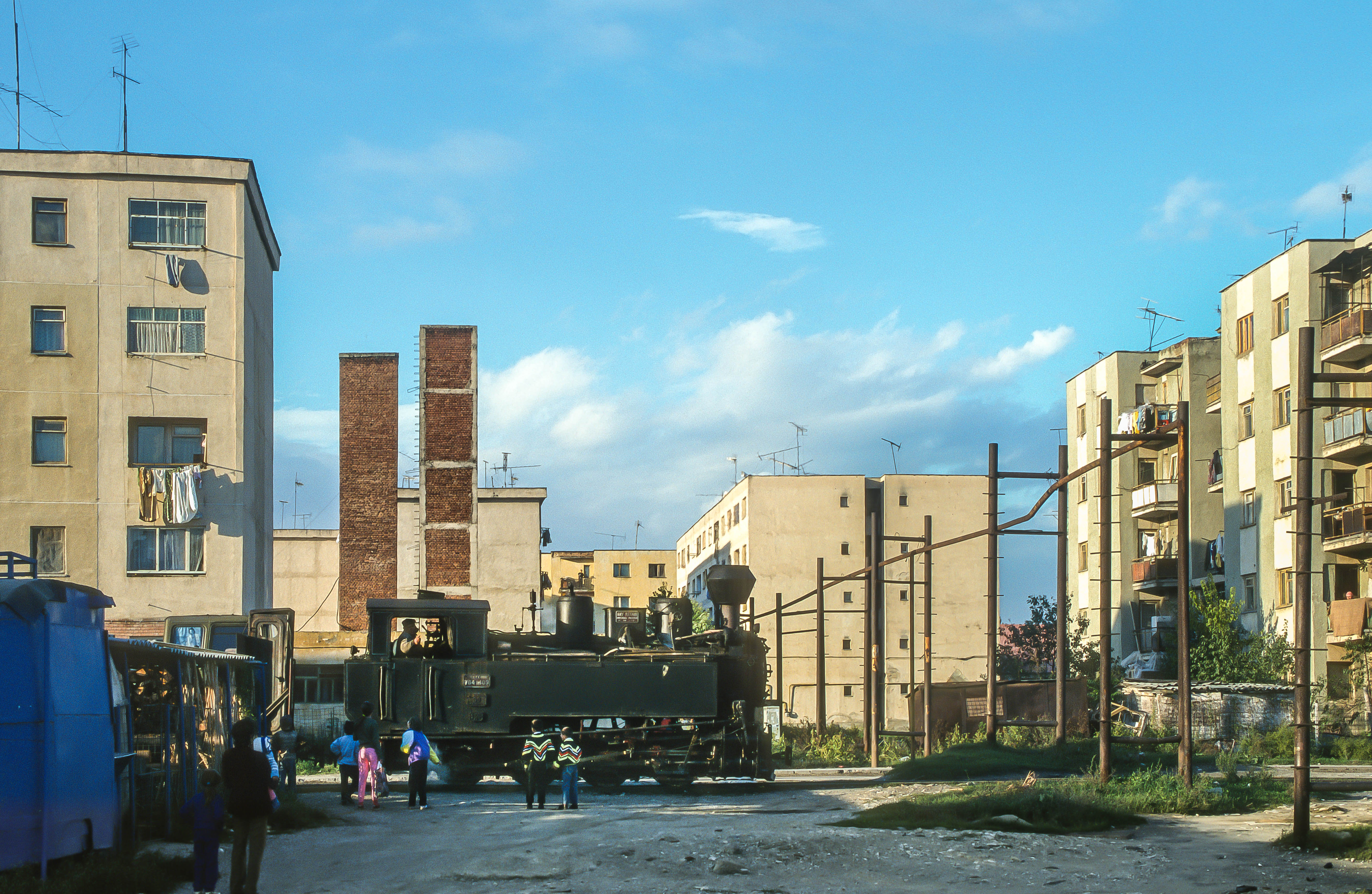
Ortsdurchfahrt Târgu Jiu (1996)

Die Strecke von Tismana-Gară nach Apa Neagra verlief nördlich parallel zur Nationalstraße DN67D in Ost-West-Richtung. In Apa Neagra wurde die DN67D zweimal gekreuzt.

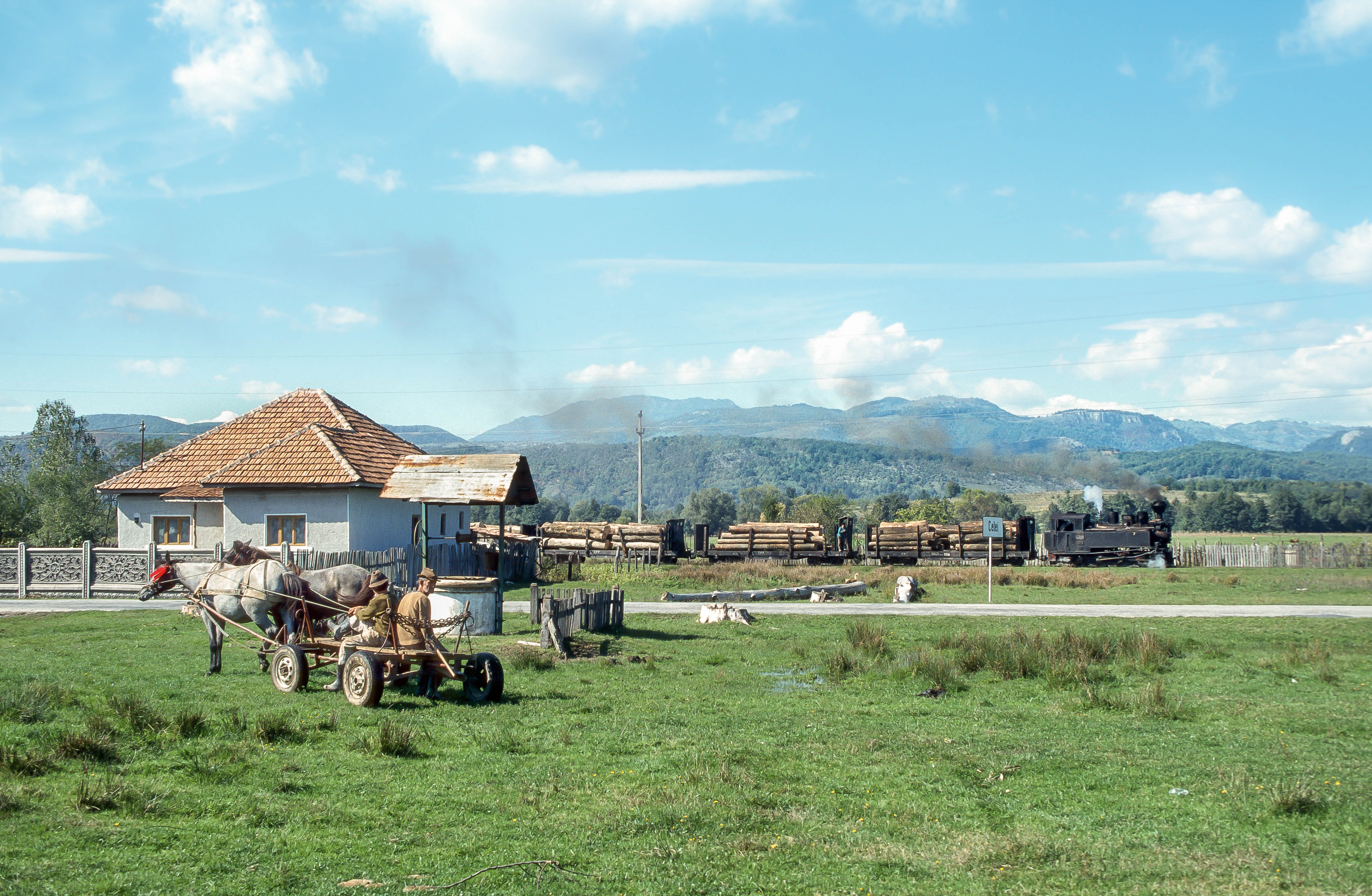
Östlicher Teil der Ortsdurchfahrt Celej (1996)
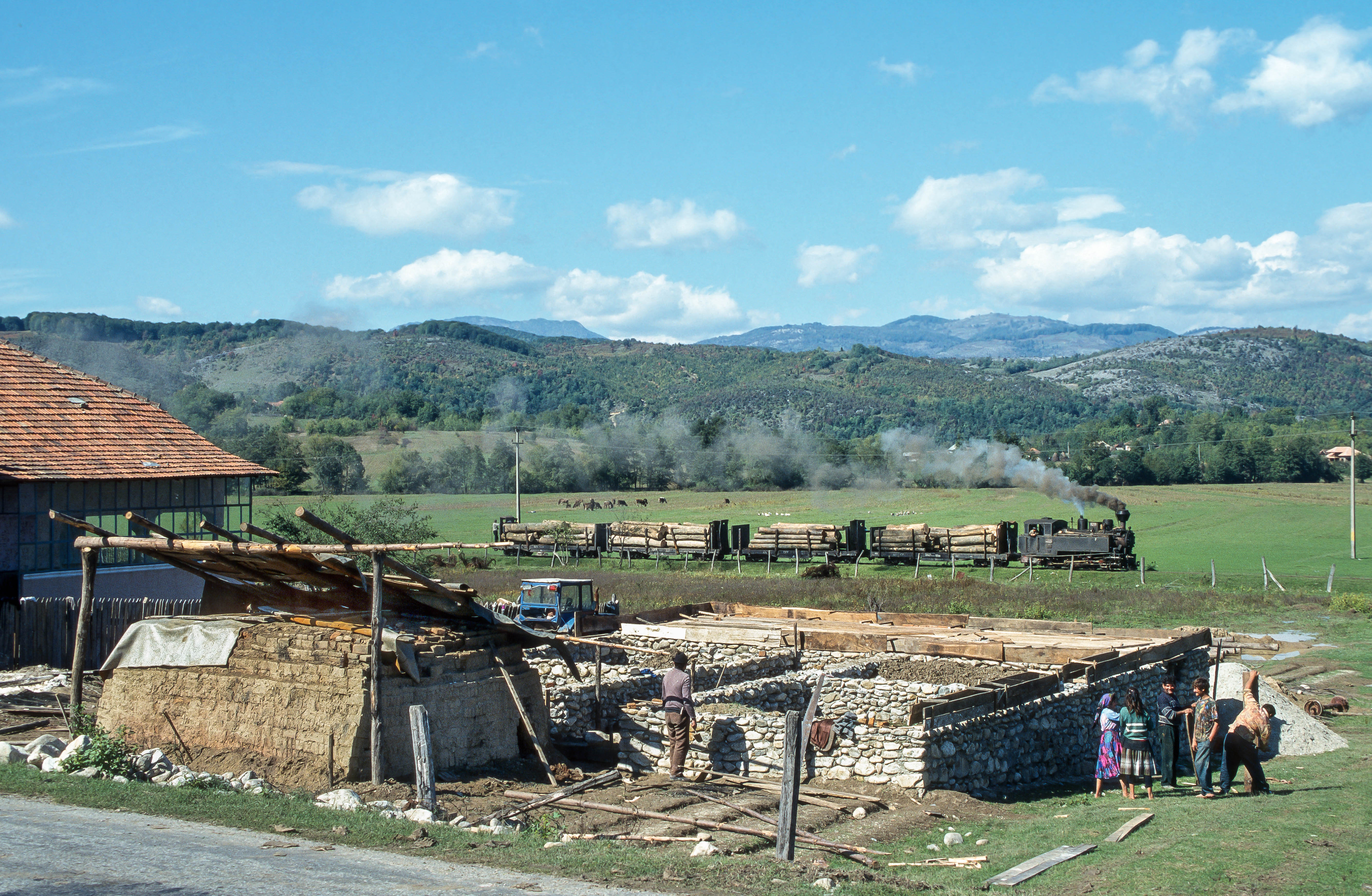
Ortsdurchfahrt Celej (1996)
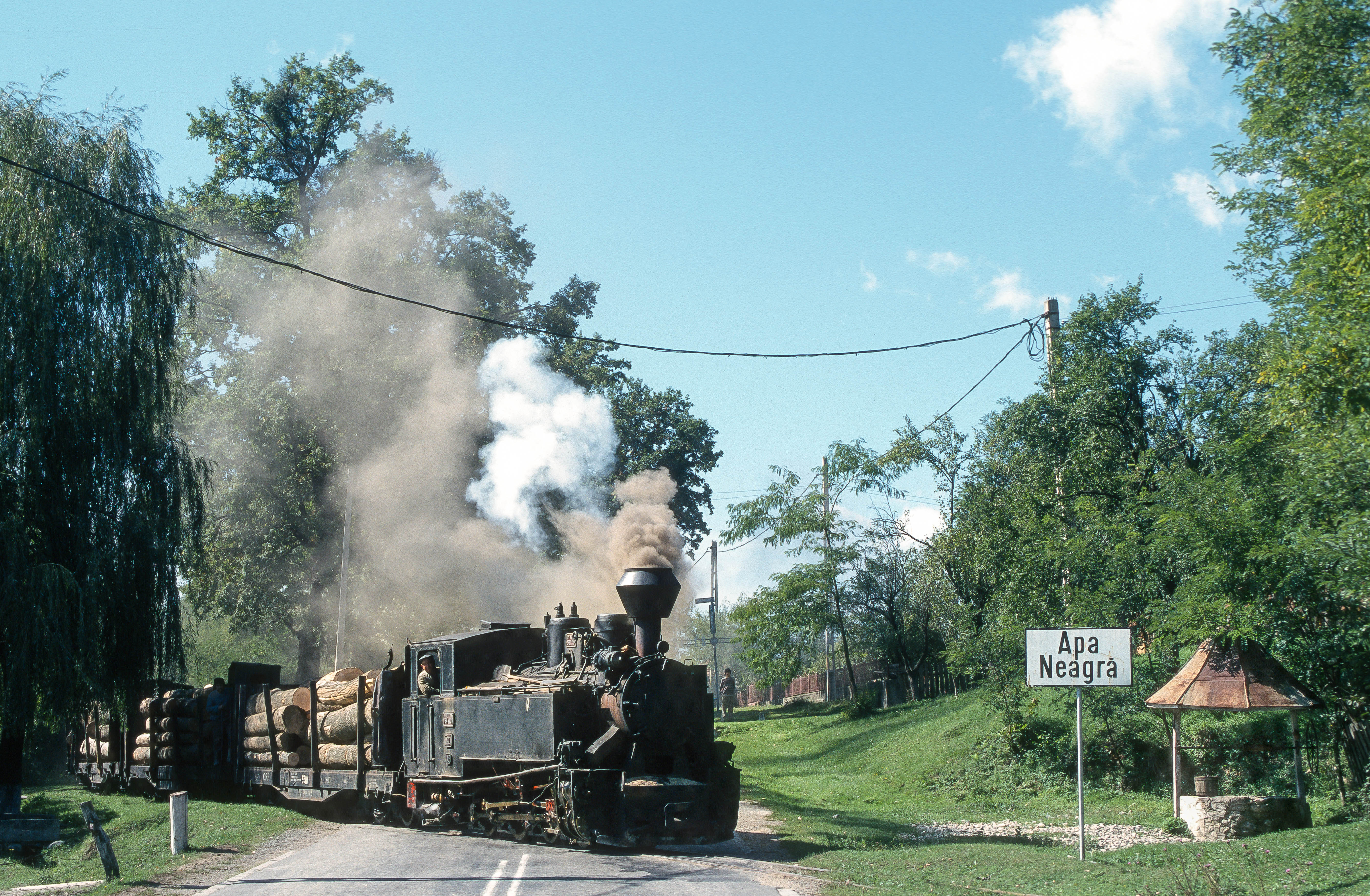
Östlicher BÜ mit DN67D in Apa Neagra (1996)